# Lichtenborn (Hardegsen)
Lichtenborn ist ein Ortsteil der Kleinstadt Hardegsen im Landkreis Northeim im südlichen Niedersachsen.

## Lage
Lichtenborn ist mit ca. 340 m über NN die höchstgelegene Ortschaft Hardegsens. Das Dorf liegt zwischen der B 241 und dem Naturpark Solling-Vogler. Der nächstgelegene Nachbarort ist Ellierode (Hardegsen). Bei Lichtenborn entspringt ein unbenannter Zufluss der Espolde.

## Etymologie
Die Endung -born heißt so viel wie Quelle. Als Bestimmungswort wurde das Adjektiv für „klar, leuchtend, hell“ verwendet. Der Ortsname hat sich aus der Wendung *to dem lechten born (zur klaren, hellen Quelle) entwickelt.

## Geschichte
Im Jahre 1486 zerstörten Bürger von Göttingen das Dorf.
Am 1. März 1974 wurde Lichtenborn in die Stadt Hardegsen eingegliedert.

## Politik
Lichtenborn hat einen fünfköpfigen Ortsrat, der seit der Kommunalwahl 2021 ausschließlich von Mitgliedern der „Bürgerliste Lichtenborn“ besetzt ist. Die Wahlbeteiligung lag bei 80,76 Prozent.